# Antiopella cristata
Antiopelle
Espèce
Synonymes
- Eolis cristata delle Chiaje, 1841
- Janolus cristatus (Delle Chiaje, 1841)
- Antiopella spinolae Vérany, 1846
- Antiopa splendida Alder & Hancock, 1848

Antiopella cristata, l’Antiopelle, est une espèce de nudibranches de la famille des Proctonotidae. 

## Description
Antiopella cristata est un nudibranche semi-transparent. Cette espèce a une caroncule très haute d'où partent deux lignes blanches vers l'avant et l'arrière. Les ceratas sont très translucides et laissent apparaître les glandes digestives. Les teintes varient de blanc à jaune, le sommet des cérates est bleuté. Des touches de pigments identiques peuvent être trouvées sur le dos, entre les cérates et dans la région de la tête.
Les rhinophores lamellés sont particulièrement grands et bien visibles, non rétractiles et sans gaines.
Les plus grands individus peuvent atteindre 75 mm,.

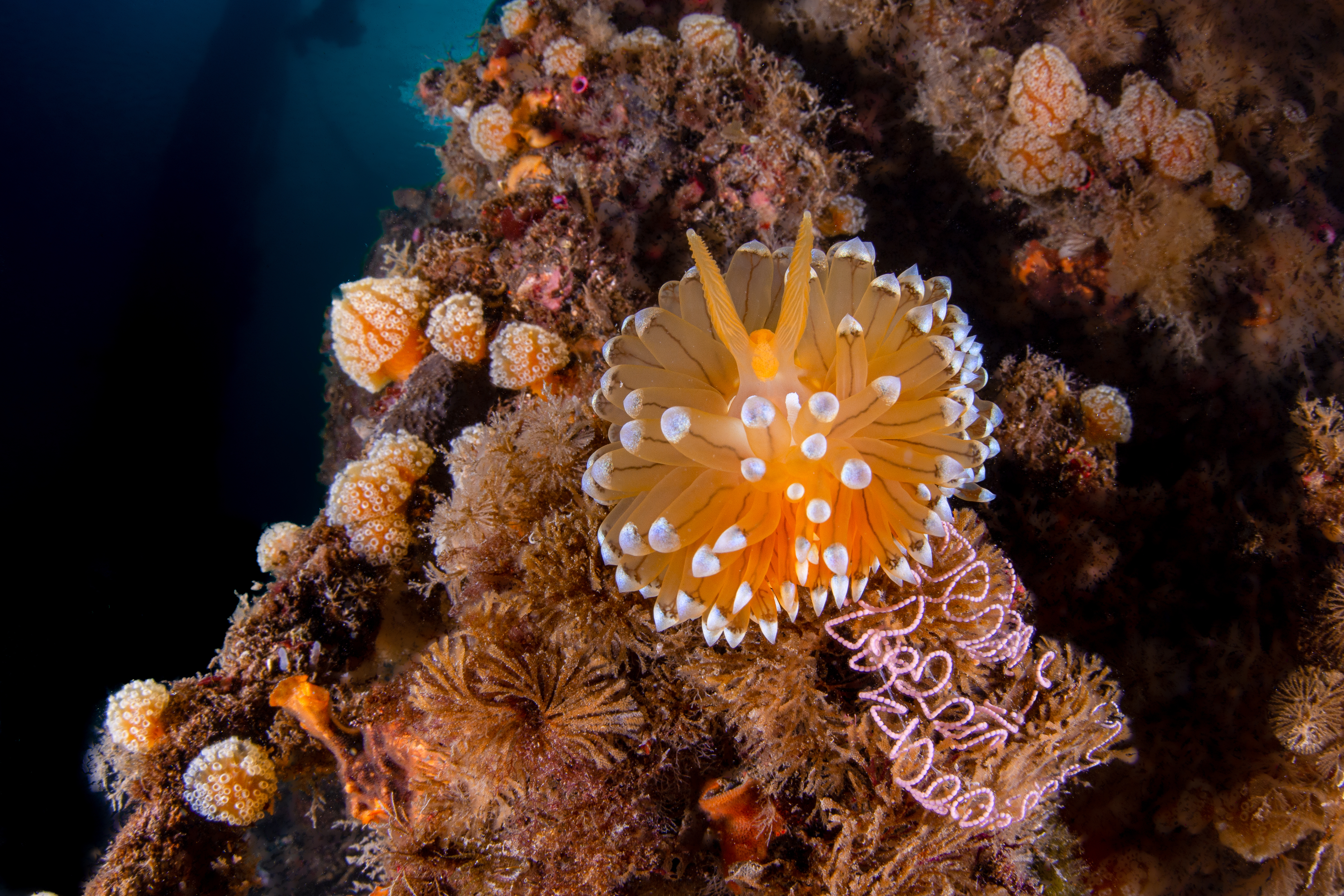
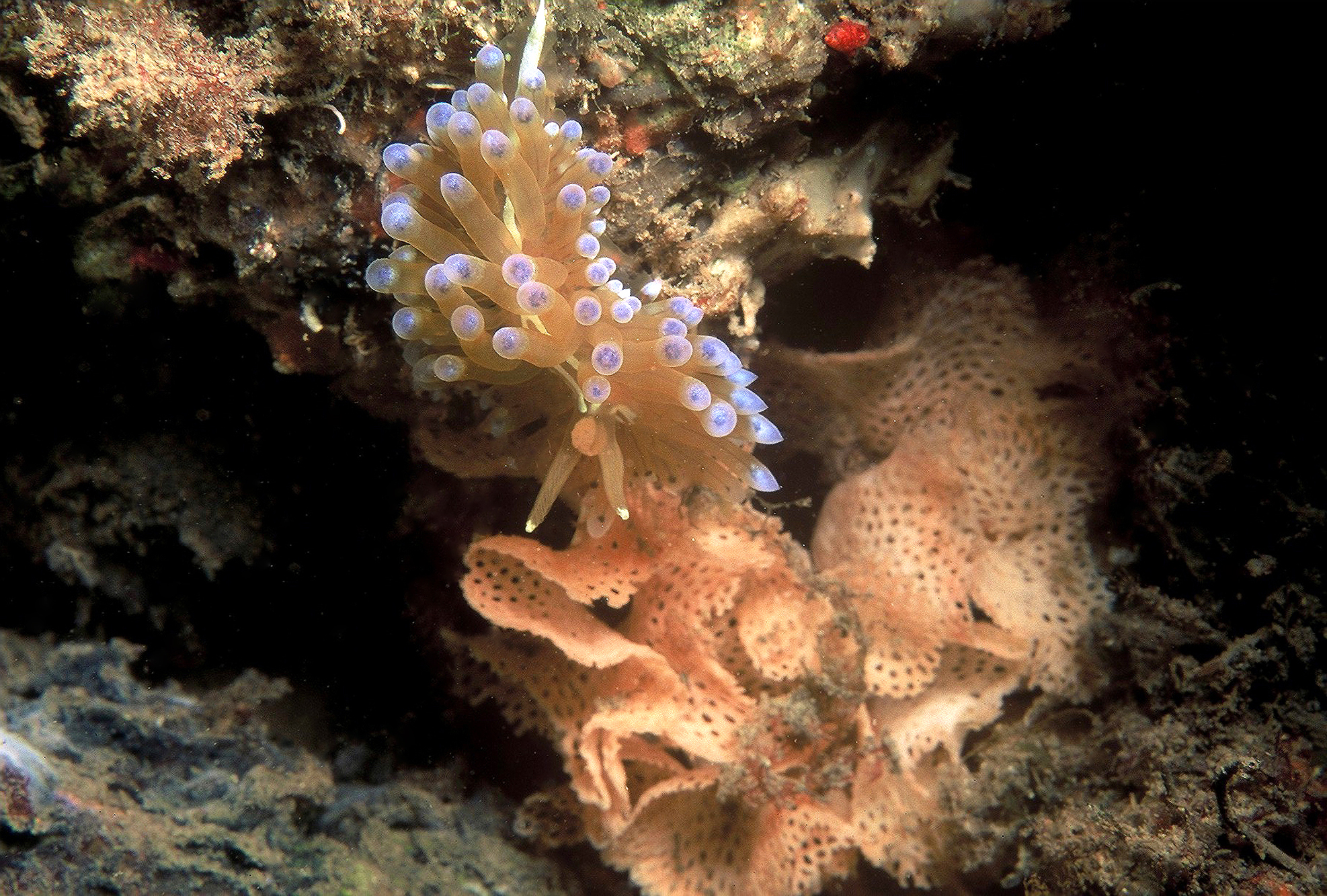
Sur une « dentelle de Neptune » : Sertella beaniana.
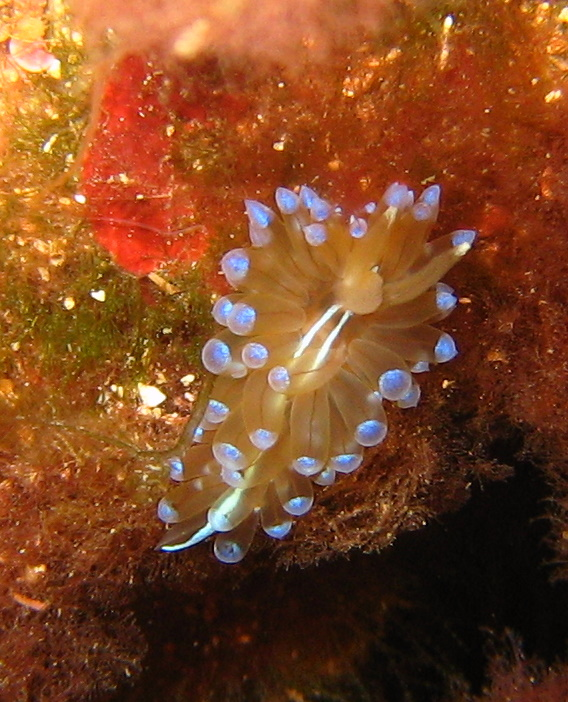
Dans les environs de Marseille.
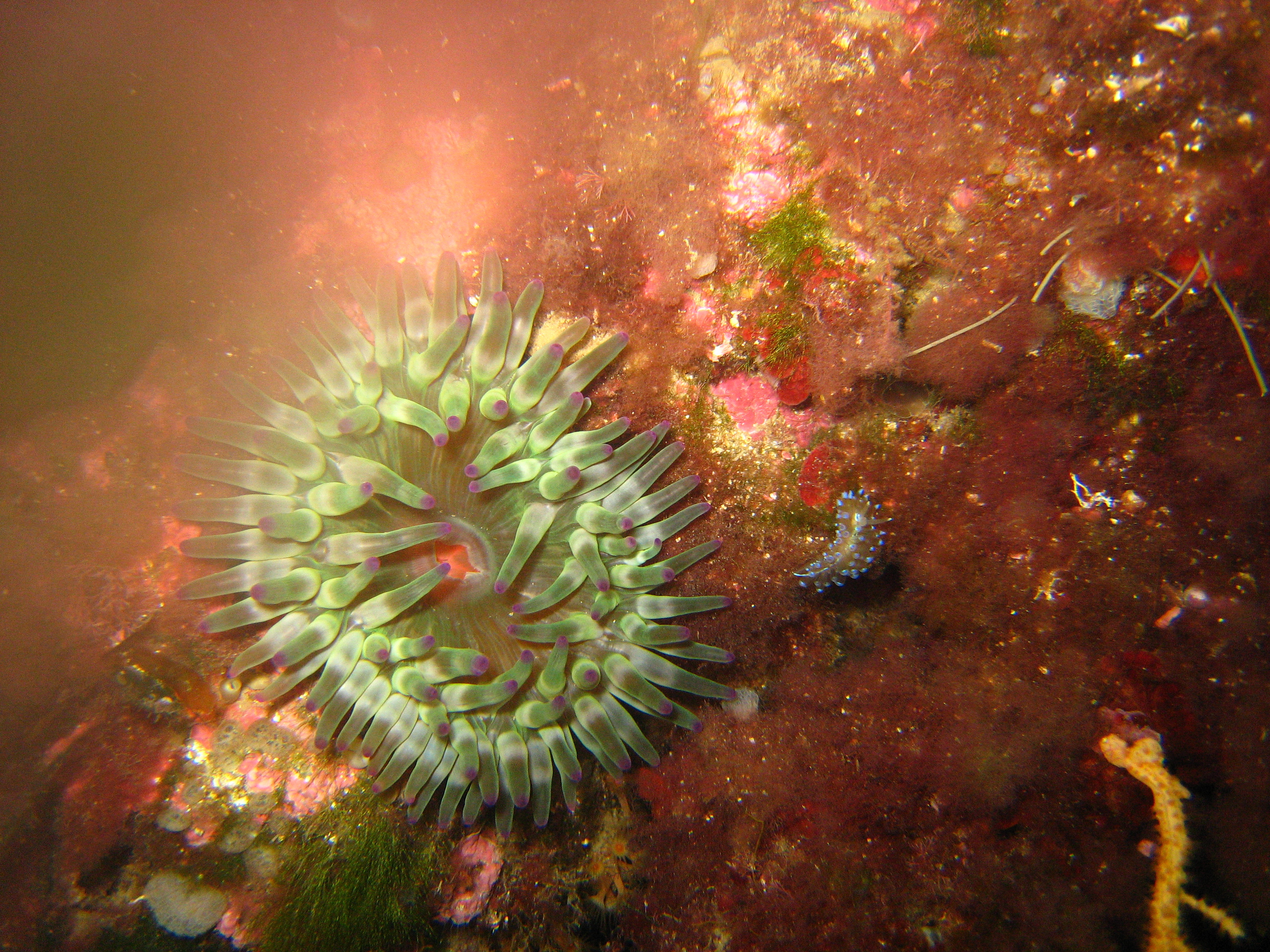
Janolus cristatus près d'une anémone Cribrinopsis crassa dans les environs de Marseille.

## Habitat et répartition
La présence de l'antiopelle est signalée en Atlantique Nord  depuis le sud de la Norvège jusqu'au Maroc ainsi que dans la partie occidentale de la Méditerranée,.

## Écologie et comportement

### Alimentation
Antiopella cristata est une espèce carnivore. Elle se nourrit de bryozoaires buissonnants comme Bugula.

### Reproduction

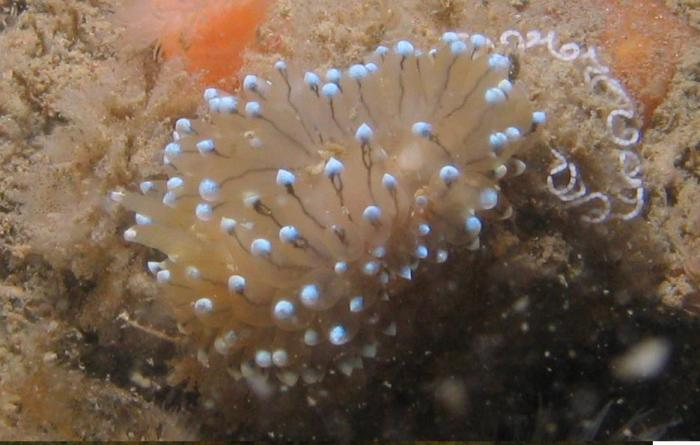
Antiopelle en train de pondre, Escaut oriental.

L’antiopelle est hermaphrodite, et sa reproduction est sexuée (en règle générale, il n’y a pas d’autofécondation chez les nudibranches). 
La reproduction se fera en position tête-bêche, les organes génitaux émergeant sur la droite du corps, derrière la tête. Chacun des partenaires offrira ses gamètes puis pondra des œufs, capsules en forme de perles blanches ou rose pâle, chacune contenant jusqu'à 250 œufs sphériques. La ponte est englobée dans un ruban gélatineux enroulé en forme de cercle ondulérelativement régulier.
La reproduction a lieu d'avril à septembre et en décembre.

## Taxinomie
La première description de Antiopella cristata est le travail de Stefano Delle Chiaje en 1841 sous le basionyme de Eolis cristata delle Chiaje, 1841.
Depuis, cette espèce a été décrite plusieurs fois sous des synonymes considérés comme non valides :
- Antiopa splendida Alder & Hancock, 1848
- Eolidia cristata (Delle Chiaje, 1841)
- Eolis cristata Delle Chiaje, 1841
- Janolus cristatus (Delle Chiaje, 1841)
- Janus spinolae Vérany, 1845